# Малайска тесноуста жаба
Малайска тесноуста жаба (Kaloula pulchra) е вид земноводно от семейство Microhylidae.

## Разпространение
Видът е разпространен в Бангладеш, Виетнам, Индия, Индонезия, Камбоджа, Китай, Лаос, Макао, Малайзия, Мианмар, Сингапур, Тайланд и Хонконг. Внесен е в Провинции в КНР и Тайван.